# モーリーズ
モーリーズ（moories）は、株式会社ダイナムのオフィシャルキャラクター。森の国からやって来た、森の妖精の5兄弟（モリスケ、アンナ、ライト、クリン、キャンディー）。
2011年10月から『女性セブン』で連載され、絵本として2012年4月に単行本化された。